# Henri d'Angoulême
Henri d'Angoulême, parfois mentionné sous le nom Henri de Valois, dit le chevalier d'Angoulême, né en 1551 mort en duel le 2 juin 1586 à Aix-en-Provence, est un fils naturel du roi de France Henri II avec sa maîtresse Jane Stuart, fille illégitime du roi d'Écosse James IV.

## Biographie
Il est le cousin germain de la reine Marie Stuart, épouse de son demi-frère le roi François II.  
Il occupe les fonctions d'abbé de La Chaise-Dieu au diocèse de Clermont (1562), de prieur de France (1573), abbé de l'abbaye de Clairac au diocèse d'Agen (1573) après que l'abbé en titre, Geoffroy de Caumont se soit défroqué pour épouser Marguerite de Lustrac en 1568, dans sa propre église abbatiale. 
Il aurait été chargé par son demi-frère le roi Charles IX d'assassiner le duc de Guise (le roi avait appris qu'il était l'amant de sa sœur la future reine Margot) en vain, le duc étant averti par sa maîtresse. Le 24 août 1572, on le charge – avec le duc de Guise et l'oncle de celui-ci, le duc d'Aumale –, de l'assassinat de Gaspard de Coligny. Ces trois seigneurs se rendirent chez l'amiral, rue de Béthisy, en compagnie d'hommes armés, parmi lesquels figuraient plusieurs membres de la suite du duc d'Anjou (futur Henri III), comme le Florentin Pietro Paolo Tosinghi, à qui l'ambassadeur vénitien Michiel attribue d'ailleurs la responsabilité de l'attentat contre Coligny. C'est un capitaine originaire de Bohême, Besme, qui frappa l'amiral de Coligny.
Il participe au siège de La Rochelle organisé en 1573 par le duc d'Anjou. Il est duc d'Angoulême de 1574 à 1582.[réf. nécessaire] Pourvu de la charge de chef et capitaine des galères et armées de mer du Levant (1578-1579), gouverneur de Provence (1579), il participe aussi au siège de Ménerbes.
Se trouvant à Aix, il a un démêlé avec l'époux de Renée de Rieux, Philippe Altoviti, baron de Castellane et capitaine des galères du Roi. Ce dernier tombant, d'un coup d'épée qu'il reçoit en se défendant, perce le ventre d'Henri, qui en meurt sept ou huit heures plus tard. Pierre de L'Estoile en fait le récit.